# クリスティーン・ジョンソン
クリスティーン・ジョンソン（Kristine Johnson, 1972年6月5日 - ）はCBS放送ニューヨーク支局WCBS-TV所属のアメリカ人ニュースキャスター･ジャーナリストである。現在、男性キャスター、クリス・ラギーと共にCBS2NEWS at noonとCBS2NEWS at 5を務める。ネブラスカ大学リンカーン校をジャーナリズム専攻で卒業。

## キャリア
- CBS系列WPRI放送でレポーター、キャスターとしてロードアイランド州プロヴィンス地方で活躍。
- NBC放送のEarly Today、MSNBCのFirst Lookにキャスターとして出演し、Weekend Todayの代行キャスターも務めた。
- 2006年10月20日、彼女はEarly Todayにてその日をもってWCBSに移籍することは発表。又この時はNBC放送が700人もの大量解雇を発表した時期と重なっていた。
- 大学の副専攻は政治学、歴史、英語だった。
- 既婚で現在ニュージャージー州に夫と娘アヴァと在住。2007年3月に第二児を出産。